# Rüdiger Wandel
Rüdiger Wandel (* 1953 in Göttingen) ist ein deutscher Schauspieler.

## Leben
Seine Schauspielausbildung absolvierte er an der Staatlichen Hochschule für Musik und Theater in Hannover. Erste Engagements führten ihn ans Grips-Theater, später ans Schillertheater Berlin, wo er in Stücken wie der Thalbach-Inszenierung Die Tragödie des Macbeth mitwirkte. Allerdings kehrte er immer wieder ans Grips zurück, wo er schließlich auch als Regisseur tätig wurde. So bekam er für Eins auf die Fresse 1996 den Friedrich-Luft-Preis. Eine seiner bekanntesten Inszenierungen, die er mit Volker Ludwig verfasste, war Linie 2 – Der Alptraum.
Bekannt im deutschen Fernsehen wurde er vor allem als Tatort-Kommissar Günter Gächter, der Assistent von Bienzle, den er seit 1992 insgesamt 16 Jahre spielte. Für das Kino drehte er beispielsweise Der Geschichtenerzähler (Regie: Rainer Boldt) und wirkte in diversen Fernsehserien mit, wie als Wachtmeister Musial in der ZDF-Kinderserie Siebenstein oder mit Gastauftritten in Peter Strohm, Sperling und Alarm für Cobra 11.

## Filmografie
- 1982: Der kleine Bruder
- 1989: Berliner Weiße mit Schuss
- 1989: Der Geschichtenerzähler (Kinofilm mit Udo Schenk)
- 1992–2007: Stuttgarter Tatort, als Assistent Günter Gächter, siehe auch Ernst Bienzle#Tatort-Folgen
- 1993: Auto Fritze
- 1995–2003: Siebenstein (als Wachtmeister Musial)
- 1996: Ein Fall für Zwei – Tödlicher Abschied
- 1998: Alarm für Cobra 11 – Volley Stop
- 1999: Männer sind wie Schokolade
- 2000: Löwenzahn – Peter Sucht den Entenfußbaum
- 2000: Tatort – Das letzte Rodeo
- 2001: Die grüne Wolke
- 2001: Sperling – Sperling und das Krokodil im Müll
- 2008: Siebenstein (als Wachtmeister Musial)
- 2008: Der Alte – Sanft entschlafen
- 2009: Eine Liebe in St. Petersburg
- 2012: Bloch – Heißkalte Seele
- 2013: Tatort – Machtlos